# 카스트로주의
카스트로주의(스페인어: Castrismo, 영어: Castroism)은 쿠바의 피델 카스트로가 주창한 마르크스-레닌주의 분파 사상이다. 카스트로주의에는 쿠바의 독립운동가인 호세 마르티의 쿠바 민족주의 사상과 이오시프 스탈린의 마르크스-레닌주의, 쿠바 특유의 인민민주주의, 그리고 라틴 아메리카의 통합과 라틴아메리카 약소국가의 민족 해방적 국제연대 이론이 깃들여져있다.

## 개요
1959년 바티스타 정권이 피델 카스트로와 체 게바라를 주축으로 한 혁명군에 의해 전복되고, 1960년부터 본격적으로 쿠바에 마르크스-레닌주의 정부가 들어선다. 이 때문에 쿠바는 소련의 막대한 지원을 받을 수 있는 반면, 미국의 경제 봉쇄정책으로 남미 간의 경제 외교가 극히 제한되어 있었다. 피델 카스트로는 1961년 마르크스-레닌주의를 쿠바의 현실 상황에 맞게 개조하여 카스트로주의 사상을 만들었는데, 이는 라틴 아메리카의 약소국 해방을 주장하며, 동시에 그러한 국가들과 긴밀한 연대를 갖는 것을 목표로 한 것이었다. 카스트로주의가 라틴 아메리카에 들여진 결과 1991년 소련 붕괴 이후에도 쿠바의 카스트로주의 외교 정책은 효과적으로 받아들여져, 미국의 경제 봉쇄에도 불구하고 주요 남미 국가들과 긴밀한 경제적 외교 관계를 갖게된다. 특히 앙골라 내전에서 쿠바는 다수의 쿠바 혁명군을 참전시킴으로써 아프리카에도 카스트로사상을 일부 전파했다.

## 같이 보기
- 피델 카스트로
- 라울 카스트로
- 체 게바라
- 쿠바 혁명
- 7월 26일 운동
- 포코 이론

## 관련 서적
- 《Castroism: Theory and Practice》(데어도어 드랩퍼 1965년 저)
- 《The concise Oxford dictionary of politics》(일란 맥린 2009년 저) ISBN 978-0-19-920516-5, p. 66 (restricted online copy - 구글 도서)
- 《Latin American and Caribbean Foreign Policy》(프랭크 모라 2003년 저) ISBN 0-7425-1601-6, p. 98-102 (restricted online copy - 구글 도서)